# Bocatoma

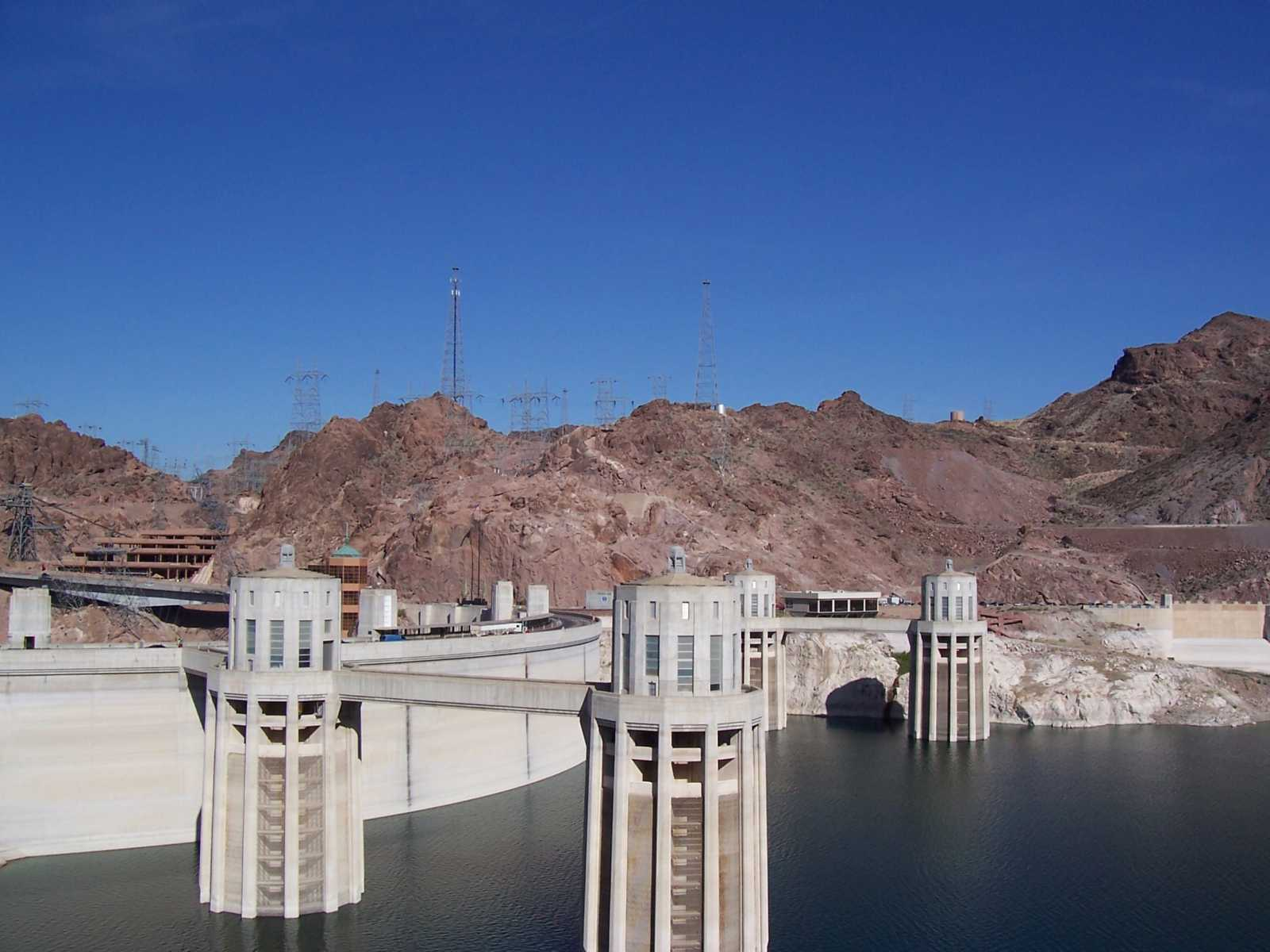
Torres de captación de agua, en el interior del embalse de Hoover.

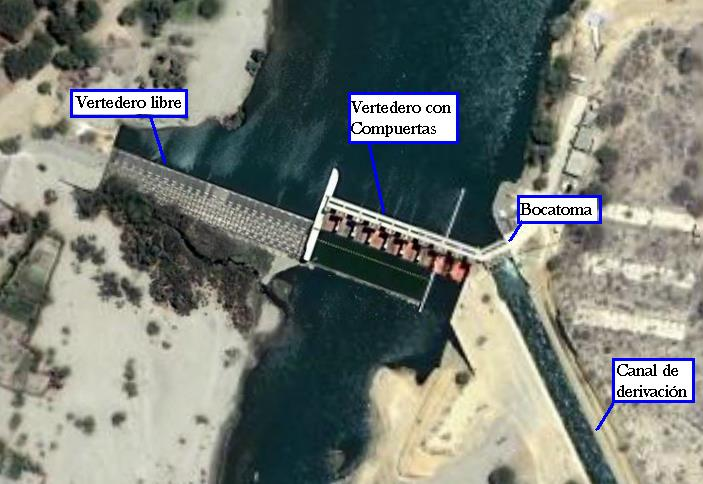
Bocatoma desde un río
.

Una bocatoma, bocacaz, o captación, es una estructura hidráulica destinada a derivar parte del agua disponible desde un curso de agua (río, arroyo o canal), desde un lago o incluso desde el mar. En ocasiones es utilizada en grandes ríos, pero su costo es bastante alto. El agua desviada se utiliza para un fin específico, como abastecimiento de agua potable, riego, generación de energía eléctrica, acuicultura, enfriamiento de instalaciones industriales, etc.
Tradicionalmente, las bocatomas se construían, y en muchos sitios se construyen aún, amontonando tierra y piedras en el cauce de un río, para desviar una parte del flujo hacia el canal de derivación. Normalmente, estas rudimentarias construcciones debían ser reconstruidas año tras año, pues las avenidas las destruían sistemáticamente. 
Las bocatomas construidas técnicamente constan en general de las siguientes partes:
- Compuerta de control y cierre de la compuerta.
- Dispositivo para medir los niveles, aguas arriba y aguas abajo de la compuerta de control. Estos pueden ser simples reglas graduadas o pueden contar con medidores continuos de nivel y trasmisores de la información al centro de operación, que puede contar con mecanismos para operar a distancia la compuerta;

Si se encuentran en ríos y arroyos, generalmente constan también de:
- Un vertedero para fijar la sección del curso de agua, tanto planimétricamente, como en cota, evitando de esta forma la migración del curso de agua en ese punto y su socavación, lo que podría dejar la bocatoma inoperante.
- Un canal de limpieza, provisto de compuertas, para permitir el desarenamiento de la aproximación a la bocatoma.
- Frecuentemente, se completa la bocatoma con una reja y un desarenador, para evitar que el transporte sólido sedimente en el canal dificultando los trabajos de mantenimiento del mismo.

- Datos: Q2550929
- Multimedia: Water intake towers / Q2550929